# Midnight in Paris
Midnight in Paris er en romantisk komediefilm skrevet og instrueret af Woody Allen, der blev udgivet i Danmark den 11. august i 2011. Den er produceret af Mediapro, Handmade Films International og Allen's Gravier Productions, og i hovedrollerne medvirker Owen Wilson, Marion Cotillard, Rachel McAdams og Adrien Brody.

## Handling
Filmen foregår i Paris og følger manuskriptforfatteren Gil Pender, der bliver tvunget til at blive konfronteret med manglerne i hans forhold til hans materialistiske forlovede (Rachel McAdams) og deres divergerende mål. Hver nat ved midnat bliver han transporteret tilbage i tiden, og han bliver stadig mere engageret i sine natlige eventyr.

## Produktion
Er en Schweizisk/fransk/spansk/USA produktion.
Filmlokationerne inkluderer Square Jean-XXIII (nær Notre Dame), Montmartre, Deyrolle, Château de Versailles, Opéra, Pont Alexandre III, Sacré-Cœur, Île de la Cité og gader omkring Panthéon.

## Medvirkende
I hovedrollerne medvirker Owen Wilson, Marion Cotillard, Rachel McAdams og Adrien Brody; rollebesætningen inkluderer også Carla Bruni-Sarkozy, Kathy Bates, Michael Sheen, Nina Arianda, Tom Hiddleston, Corey Stoll, Mimi Kennedy og Kurt Fuller.